# Bahía de Mazarrón
La bahía de Mazarrón es una bahía que se encuentra en la comunidad autónoma de la Región de Murcia (España), comprendida entre el cabo Cope y el cabo Tiñoso, y perteneciente a los términos municipales de Cartagena, Mazarrón, Lorca y Águilas. Tiene una extensión aproximada de 49 kilómetros de costa, 16 kilómetros de los cuales están urbanizados, ocupados por centros turísticos como Bolnuevo, Puerto de Mazarrón, Isla Plana o San Ginés y antiguos puertos pesqueros como La Azohía.

## Espacios naturales
La protección existente en toda esta área al sur de la bahía es parcial, distinguiéndose cuatro áreas naturales interrelacionadas entre sí:
1. El área que abarca Calnegre, Lomo de Bas, Marina de Cope y cabo Cope. Área protegida bajo la figura de parque regional (en 2001 la Marina de Cope se desprotegió con la intención de urbanizarla, actualmente tras la sentencia del Tribunal Constitucional la Marina de Cope vuelve a recuperar su protección).
2. El área que ocupa la rambla de Ramonete y la loma de Ceperos.
3. Llanos de Ifre y sierra de las Herrerías, sierra protegida bajo la figura de monte de utilidad pública. Los llanos de Ifre quedan vertebrados transversalmente por las ramblas de Villalba, Pastrana y Pinilla, y limitados al sur por las lomas marítimas de Percheles y Parazuelos, así como por la loma Negra y La Pinilla, hacia el interior.
4. La sierra de las Moreras, las lagunas de Las Moreras y las gredas de Bolnuevo, bajo las figuras de paisaje protegido, zona Ramsar y monumento natural respectivamente,

En su conjunto, con una extensión aproximada de 8000 hectáreas terrestres.[cita requerida]
Al norte del Puerto de Mazarrón, una parte de la bahía forma parte de la reserva natural de la Sierra de la Muela, Cabo Tiñoso y Roldán.
La bahía de Mazarrón en su integridad desde cabo Cope hasta el cabo Tiñoso, así como hasta cabo Palos está dentro del LIC Medio Marino de Murcia ES6200048 (véase enlaces externos).

## Valores naturales del sur de la bahía de Mazarrón
El espacio natural corresponde a un ecosistema mediterráneo de carácter semiárido con una gran variedad paisajística, con aproximadamente 26 kilómetros de litoral alternándose calas y playas de arena y gravas, complejos dunares como los de la playa de Percheles o calas de Calnegre recientemente restaurados; acantilados, litorales rocosos de poca altura, dunas fósiles, islotes cercanos a la costa con una avifauna marina importante, así como desembocaduras de ramblas, con unidades de relieve que llegan hasta los 500 metros de altura (Morrón Blanco de 492 metros en las Moreras, la Panadera de 102 metros en Calnegre, picos del Lomo de Bas hacia los 600 metros, cabo Cope de 248 metros, la Atalaya en loma de Ceperos de 188 metros, la Pinilla de 134 metros y la loma de Percheles de 71 metros), el espacio natural contiene una serie de ramblas que lo atraviesan transversalmente, algunas de ellas en perfecto estado de conservación, las más importantes son Pastrana, Pinilla, Villalba o Garrobillo, esta última en la Marina de Cope, destacando la rambla de Ramonete por su considerable tamaño. 
Perimetralmente a la sierra de las Moreras se encuentra la rambla de las Moreras, en la cual se encuentra un pequeño humedal formado por un conjunto de lagunas. Asociado a este espacio litoral de casi 30 kilómetros se encuentra el área marina que lo circunda donde destaca las notables praderas de posidonia oceánica y la elevada concentración de cetáceos. Este espacio natural principalmente destaca por su enorme e importante concentración de endemismos botánicos asociados a su carácter semiárido, destacando la Marina de Cope.
Este espacio contempla innumerables especies catalogadas, bien en peligro de extinción o bien como vulnerables a nivel nacional, y presentes en toda su cadena trófica, como son la tortuga mora, águila perdicera, eslizón ibérico, sapo corredor, cerceta pardilla, la malvasía cabeciblanca, el porrón pardo, la garcilla cangrejera, el alcaraván, el paiño común, el murciélago ratonero patudo, el murciélago grande de herradura, los invertebrados endémicos como el coleóptero nebrioporus baeticus o la araña xerolycosa morisca, flora vulnerable como los arbustos arborescentes de mayteno-Periplocetum angustifoliae y ziziphetum loti, albardinales de limonio insignis-Lygeetum sparti, así como la presencia de importantes endemismos botánicos, moluscos como el dendropoma petraeum, peces como el fartet, el atún rojo, el mero, el tiburón zorro, el tiburón martillo, el angelote, la mobula mobular o la mantarraya, especies marinas como la tortuga boba, cetáceos como el delfín mular, el delfín común, el cachalote o el rorcual común, así como una de las mayores y mejores extensiones de posidonia oceánica y fondos de maërl de la Región de Murcia, con presencia importante de cymodocea nodosa.
Los 7 kilómetros restantes, al norte de la bahía, lo constituye la porción de costa desde la Azohía al cabo Tiñoso, litoral formado mayoritariamente por acantilados.

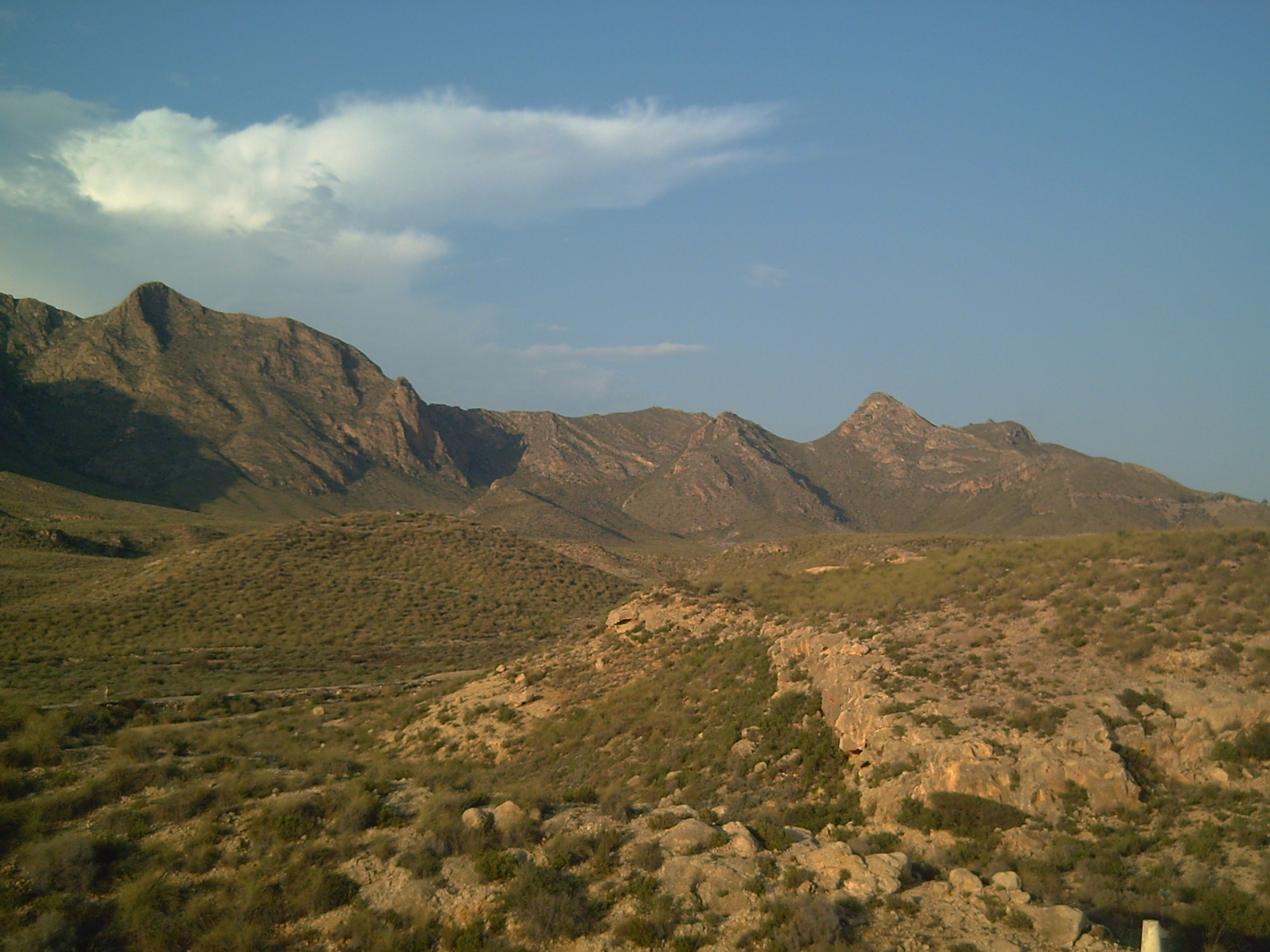
Sierra de las Moreras.

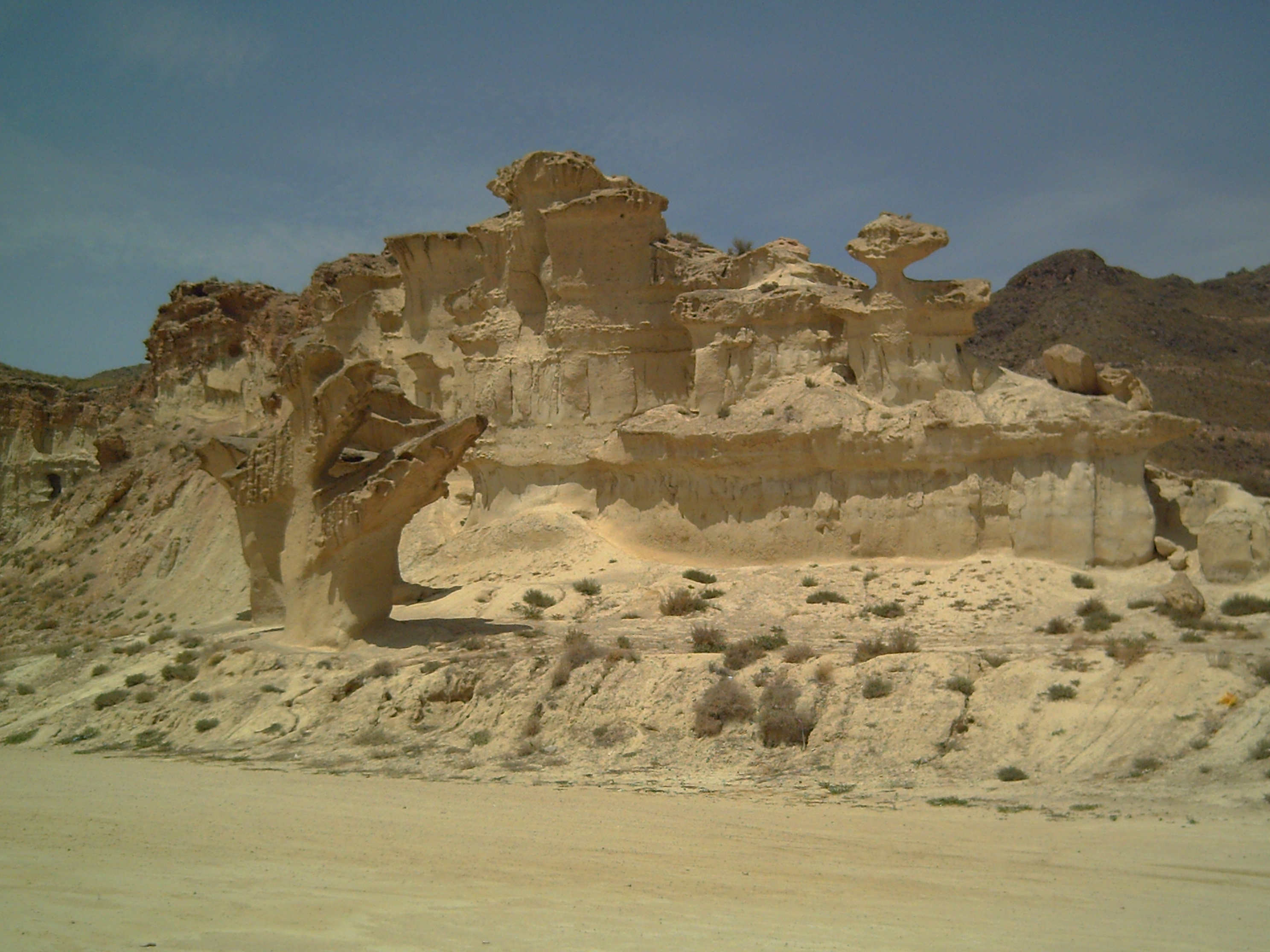
Erosiones de Bolnuevo.

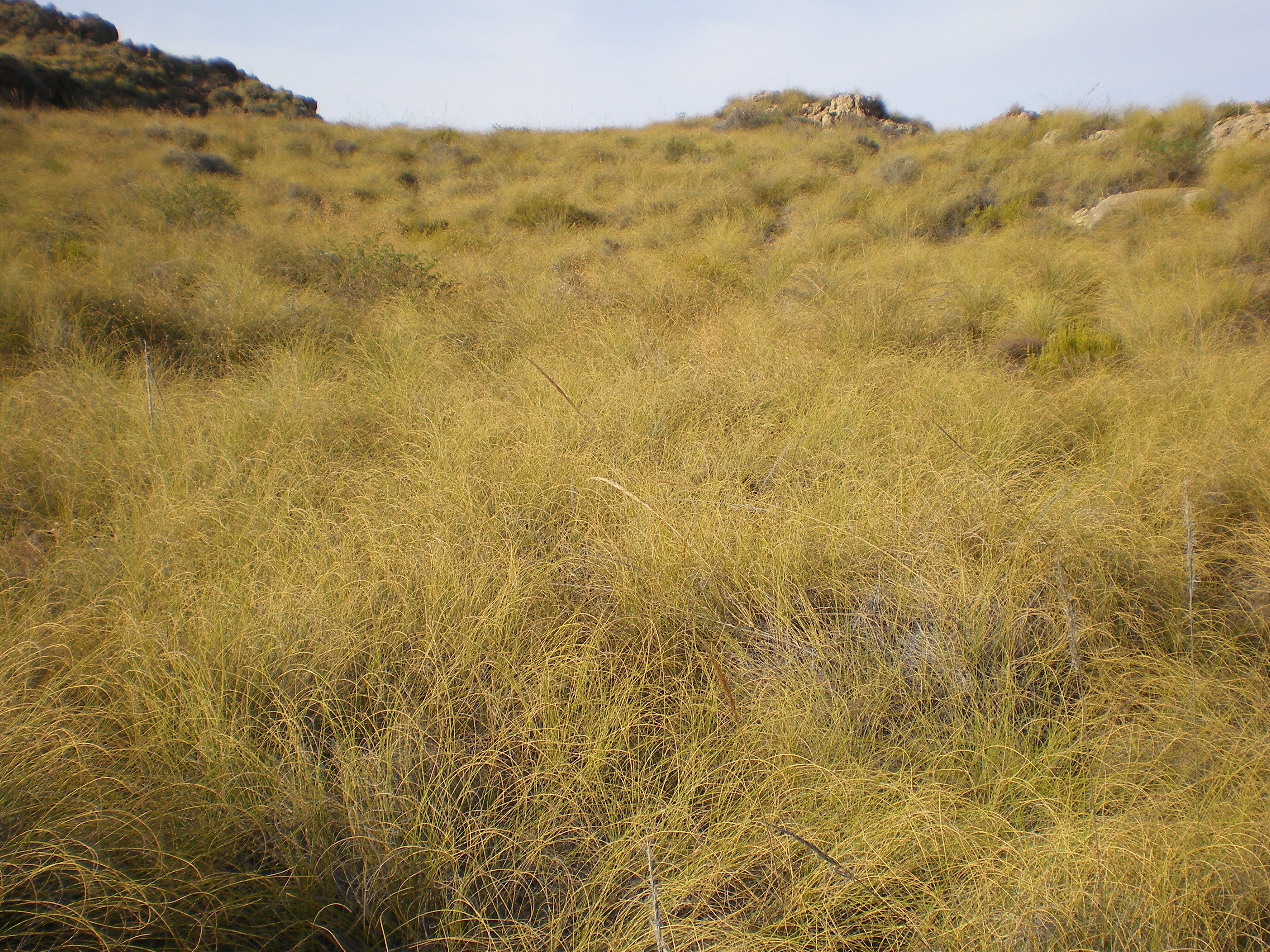
Espartales en las lomas de Percheles.

El espacio natural entre Bolnuevo y Calabardina posee los siguientes sistemas naturales:
| Sistemas naturales representados | |
| -------------------------------- | --- |
| Terrestres                       | Depósitos y formas con modelado singular de origen fluvial y eólico. Gredas de Bolnuevo, litoral de la sierra de Las Moreras, de las lomas de Percheles, de Parazuelos, así como dunas fósiles en la Marina de Cope, destacando las formas singulares en la cala de Cueva de Lobos, cala del Palomarico y cala Blanca. Cursos de agua y bosques de ribera. Ramblas de origen torrencial, de ellas destaca la rambla de Ramonete, de Las Moreras, Pastrana y Garrobillo, vertebrando transversalmente todo el espacio natural. Estepares mediterráneos, espartales y albardinales. Albardinales y estepares mediterráneos en la Marina de Cope y llanos de Ifre, espartales generalizados en todo el espacio natural. Costas, acantilados, dunas y depósitos litorales. Continuidad de litoral virgen no transformado a lo largo de 26 kilómetros, con acantilados principalmente en cabo Cope y litoral rocoso con pequeños acantilados en Calnegre y sierra de Las Moreras, depósitos litorales en desembocaduras de ramblas, desarrollando fondos blandos, presencia de dunas en playas y calas. Lagunas de agua dulce, carrizales, espadañales y juncales, y herbazales de tabla con encharcamiento temporal. En el curso de las ramblas del espacio natural y principalmente en sus desembocaduras, destacando las ramblas de Moreras, Pastrana y Villalba, desarrollándose vegetación palustre. Pinares, sabinares y enebrales. Calnegre, Lomo de Bas , Loma de Ceperos, loma Negra, cabo Cope y sierra de las Moreras. Sistemas naturales singulares de origen volcánico. Litoral de Calnegre, Lomo de Bas, así como lomas de Percheles y Parazuelos. Humedales costeros y marismas litorales. Zona RAMSAR de las lagunas de Las Moreras. Garrigas xerófilas mediterráneas. Generaliza en todo el espacio natural. Sistemas y formaciones asociadas a las cuencas terciarias continentales y marinas. |
| Marinos                          | Áreas pelágicas de paso, reproducción o presencia habitual de cetáceos o grandes peces migradores. Avistamientos en toda la bahía de especies marinas vulnerables. Grandes montañas, cuevas, túneles, y cañones submarinos. Cañón submarino de punta de Calnegre. El escarpe de Mazarrón alberga profundos cañones a lo largo de su extensión. Praderas de fanerógamas marinas. Destacando las praderas de posidonia oceánica, Cymodocea nodosa, zostera marina y zostera noltii. Fondos de Máerl. Algas calcáreas en fondos detríticos de la Marina de Cope y Calnegre. Comunidades coralígenas. Fondos detríticos y sedimentarios. Fondos sedimentarios principalmente en la rambla de Ramonete desarrollándose fondos de fango, y detríticos frente al litoral de Calnegre y Marina de Cope. Comunidades de algas fotófilas o laminariales. Comunidades de cystoseira spinosa, cystoseira amentacea, cystoseira mediterránea o laminaria rodriguezii. Comunidades singulares de grandes filtradores: esponjas, ascidias y briozoos. Veriles y escarpes de pendiente pronunciada. El dominio marino queda vertebrado por el escarpe de Mazarrón, desarrollando una transición brusca entre la plataforma continental y la llanura abisal, a 2700 metros de profundidad. |

De acuerdo a las especies y comunidades propias del sistema natural pueden destacarse:

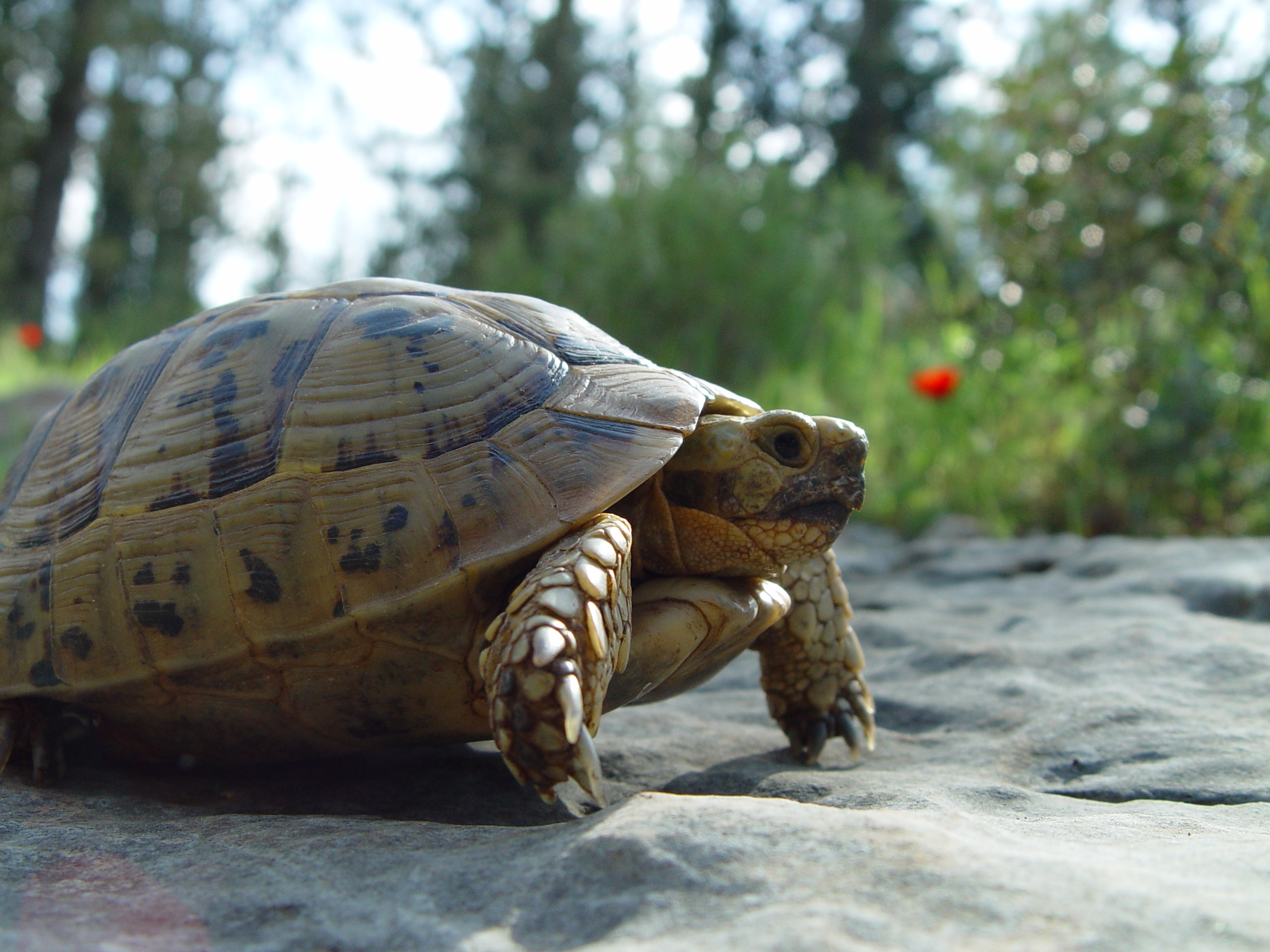
Tortuga mora.

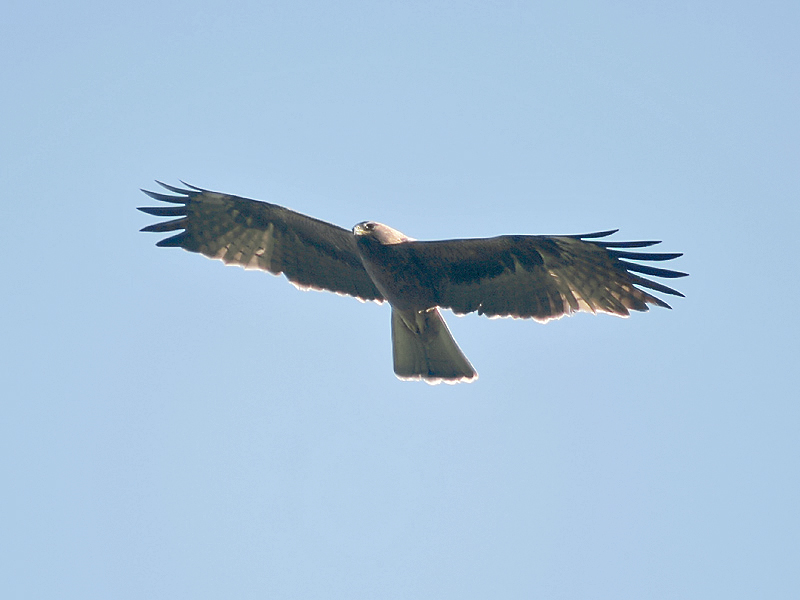
Águila perdicera.

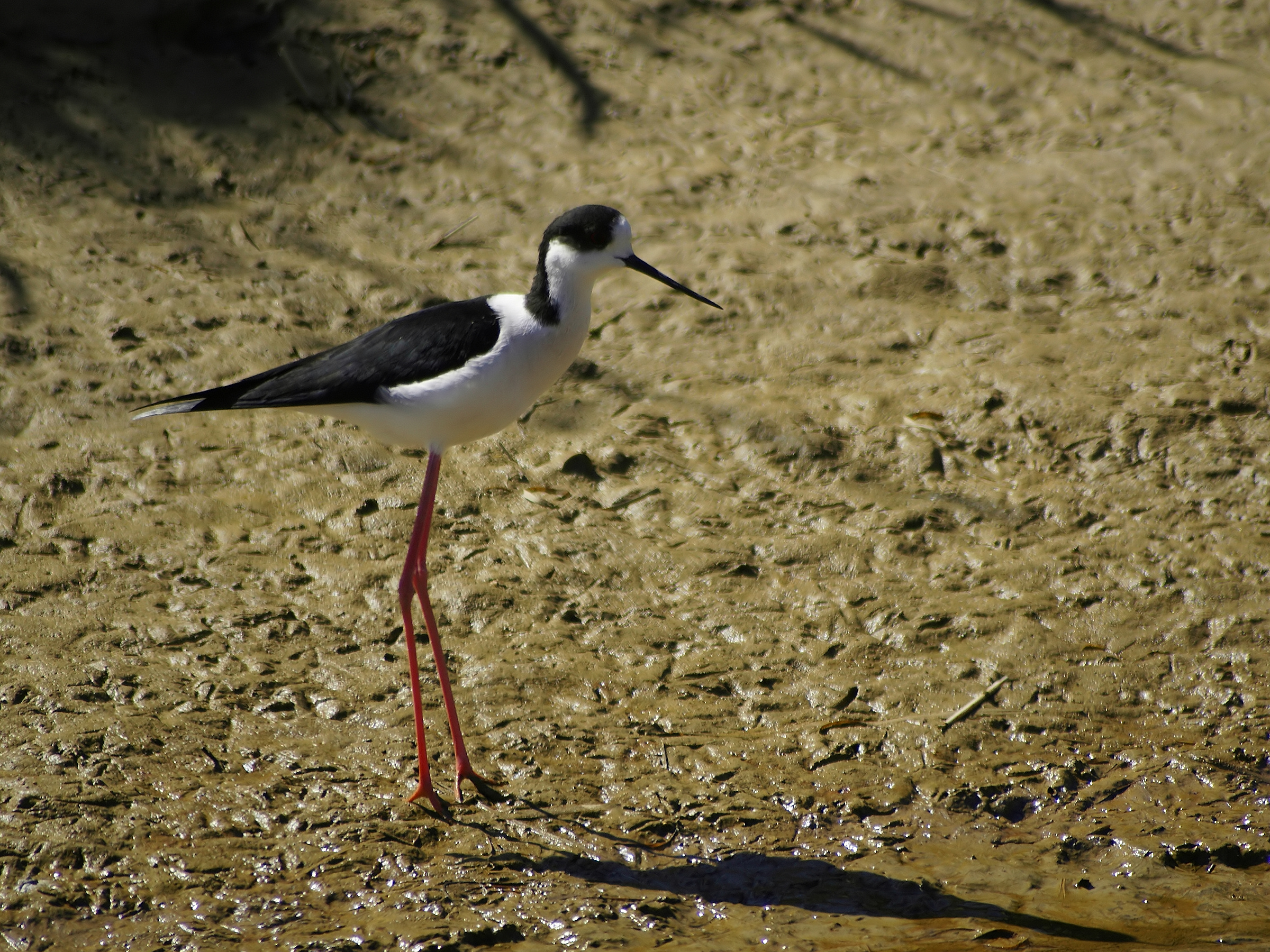
Cigüeñuela.

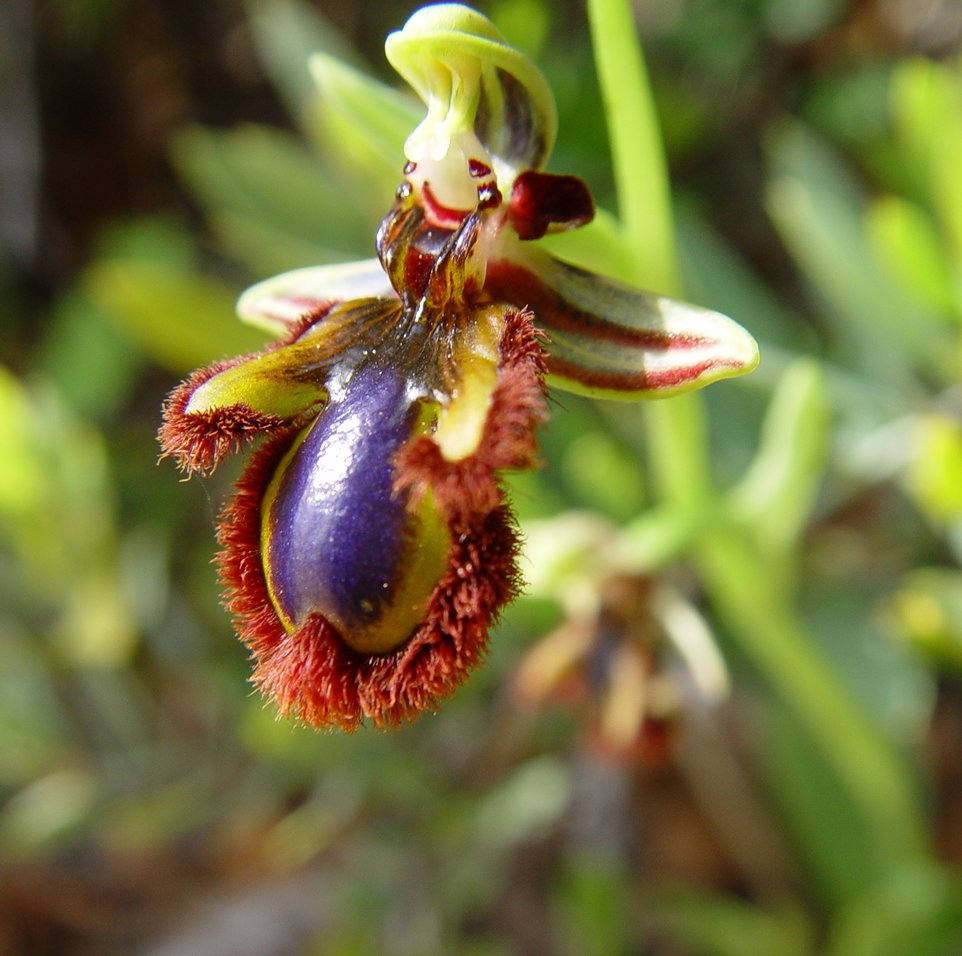
Ophrys speculum.

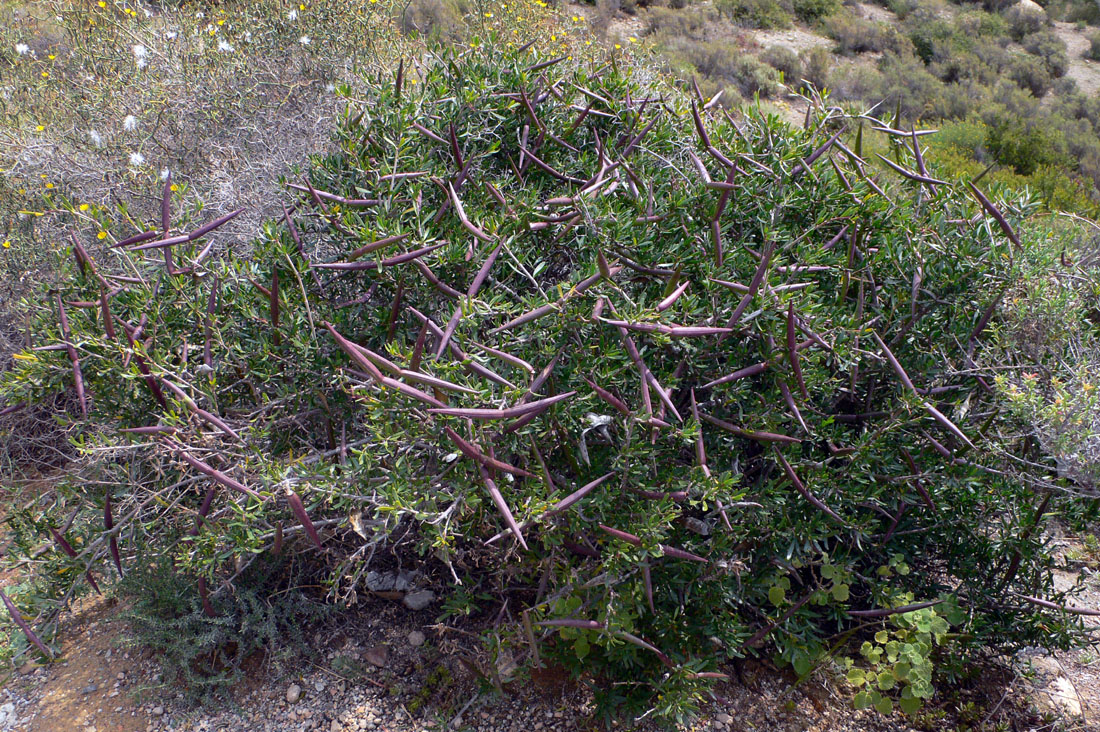
Periploca angustifolia.

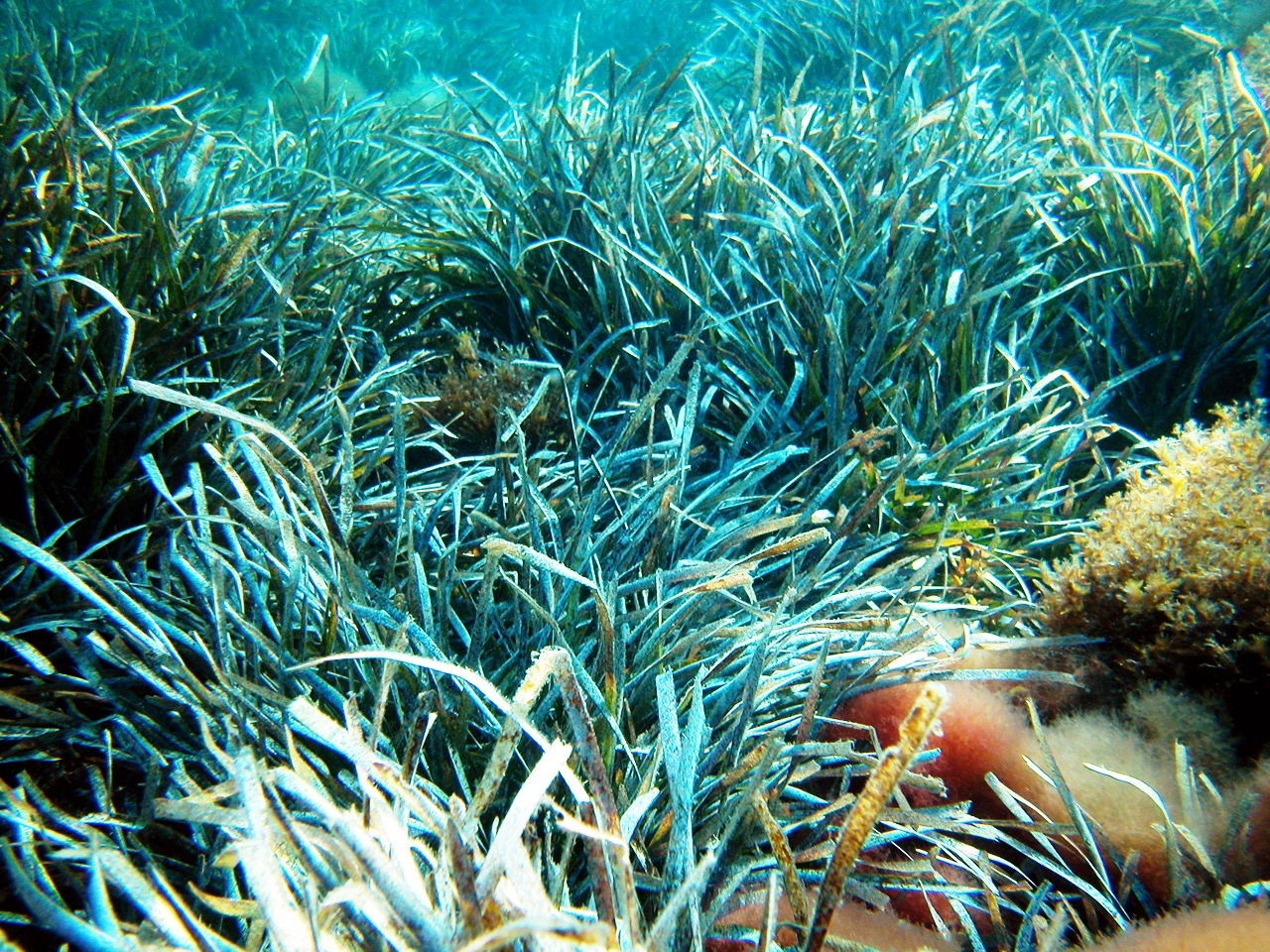
Posidonia oceanica.

- Reptiles como la Tortuga mora, teniendo su mayor población en el área del norte de Almería y Murcia, siendo el área de la sierra de Almenara (zona de influencia), cabo Cope, marina de Cope, Lomo de Bas y Calnegre donde se encuentra la mayor densidad en España. Actualmente se la considera en peligro de extinción en la península ibérica. Asimismo el galápago leproso tiene una notable población en las lagunas de las Moreras. También presentes son el eslizón ibérico, la lagartija cenicienta, la lagartija colilarga, la lagartija ibérica, la salamanquesa rosada, el lagarto ocelado, la culebra bastarda, culebra viperina o culebra de agua, la culebra de herradura, la rana común, el sapo corredor y el sapo común.
- Rapaces como el azor o águila perdicera, el halcón peregrino, el buitre leonado, el búho real, el cernícalo común, milano negro y el mochuelo en toda el área del espacio natural, así como el águila real, el aguilucho cenizo, águila culebrera y águila calzada en la sierra de las Moreras y en la sierra de Almenara, zona de influencia de esta área natural, destacando el aguilucho lagunero en las lagunas de las Moreras.
- Aves acuáticas como la Malvasía cabeciblanca, cerceta pardilla, el porrón pardo, la garcilla cangrejera, el ánade rabudo, el fumarel común, el fumarel cariblanco, el archibebe común, el pato colorado, la cerceta común, la cerceta carretona, la cigüeñuela, la garza imperial, el calamón, el carricero común, el carricero tordal, el morito común, la garza blanca, el zampullín cuellinegro, el zampullín común, martinete común, el martín pescador, y el andarríos grande en las lagunas de las Moreras, asimismo en ellas se encuentran el pez llamado fartet y la anguila.
- Aves marinas como el paíño común (Hydrobates pelagicus subsp. melitensis) principalmente en isla de Cueva de Lobos y acantilados rocosos de Mazarrón, la garcilla bueyera, el cormorán grande, el cormorán moñudo, la gaviota patiamarilla, gaviota reidora, alcatraz común, así como la pardela pichoneta.
- Aves campestres como el camachuelo trompetero, la cogujada común, la curruca rabilarga, la collalba negra y la perdiz roja, así como la calandria, terrera común, bisbita común, lavandera blanca, alcaraván y codorniz en cultivos herbáceos, y el estornino negro, abubilla, verdecillo, verderón, jilguero pardillo, curruca cabecinegra, alzacola rojizo, collalba negra, chova piquirroja, petirrojo y mirlo en cultivos arbóreos de almendro, algarrobo e higuera. También es frecuente colonias de golondrina común, en especial en la cala Blanca de la marina de Cope, y la golondrina zapadora, el ruiseñor común, el pechiazul en las lagunas de las Moreras, así como el colirrojo tizón, la curruca capirotada, el mosquitero común, cigüeña blanca y la tarabilla común.
- Mamíferos terrestres como el zorro, el jabalí, el tejón, el erizo, gato montes, garduña, gineta, el conejo de monte y la liebre. Asimismo hay que destacar la presencia de la cabra montés, corzo y ciervo en el área de influencia de la sierra de Almenara, especies extintas en la Región de Murcia años atrás y reintroducidas actualmente. Quirópteros como el murciélago ratonero grande, murciélago ratonero patudo,[3] el murciélago grande de herradura,[4] el murciélago hortelano mediterráneo[5] o el murciélago de cueva.[6] Roedores como el lirón careto,[7] así como el ratón moruno.
- Especies vegetales:
- Albardinales y saladares en la Marina de Cope, principalmente Suaeda vera acompañada por Suaeda pruinosa, Atriplex glauca,  margarita de mar, Salsola papillosa, la orquídea Ophrys speculum, azufaifo, cuernecillos del mar (Lotus cytisoides), y Launaea arborescens, menos frecuentes son Frankenia corymbosa, Dittrichia viscosa, Salsola verticillata, distintos especies de taray (Tamarix sp.) y algún ejemplar de palmera datilera presente en todo el espacio natural del sur de la bahía de Mazarrón. Destacable los Limonium endémicos.[8]
- En el entorno de cala Blanca, en la rambla del Garrobillo y rambla el Cantal de la Marina de Cope, grandes extensiones de pastizales de Stipa capensis con presencia de eryngio-plantaginetum ovatae y matorral de Launaea arborescens, espartales de lapiedro-stipetum tenacissimae y tomillares de teucrio-sideritidetum ibanyezii, destacando una comunidad del taray (Tamarix africana), en la costa destaca el matorral de limonio cossoniani-lycietum intricati, Pallenis maritima, salsolo kali-cakiletum aegyptiacae y la gráminea Elymus farctus.
- En el entorno de la playa del Abejorro, en la rambla Elena, rambla del Gato y rambla de la Galera, presencia de Ziziphus lotus, así como de atriplicetum glauco-halimi, artemisio-launaeetum arborescentis, eryngio-plantaginetum ovatae y atriplici-suaedetum pruinosae.
- En el entorno de la cala del Sombrerico, en la Marina de Cope, extensión de Tarayal de agrostio-tamaricetum canariensis, así como de fumano-hypericetum ericoidis, cosentinio-teucrietum freynii, cistancho-suaedetum verae y pastizales de bupleuro-filaginetum mareoticae en la zona costera. Al interior destacan comunidades de Salsola papillosa, Allium melananthum y suaedetum spicatae.
- En los cerros interiores de areniscas, a lo largo de la Marina de Cope, extensiones importantes de tomillares de teucrio-sideritidetum ibanyezii y espartizales de lapiedro-stipetum tenacissimae.
- Sabina negra en cabo Cope, marina de Cope y sierra de las Moreras.
- Espino negro, acebuche, osyris lanceolata, sideritis lasiantha, así como artales y esparto en el Lomo de bas, Calnegre, lomas de la sierra de las Herrerías, llanos de Ifre y sierra de las Moreras.
- Cornicales de mayteno-Periplocetum angustifoliae y de periploca angustifolia, llamada también cornicabra, en Lomo de Bas y marina de Cope, la mayor densidad del continente europeo, así como endemismos como Teucrium lanigerum, Sideritis ibanyezii junto con cistus monspeliensis, Lycium intricatum y Caralluma europaea en toda el área del espacio natural.
- flora vulnerable como el limonio insignis-Lygeetum sparti o el ziziphetum loti en la Marina de Cope.
- Endemismos como Teucrium freynii, Centaurea ornata, Caralluma europaea, azufaifo, cornical  y Lafuentea rotundifolia en la sierra de las Moreras, así como en la sierra de las Herrerías.
- Endemismos como Nebrioporus baeticus, Ochthebius cuprescens y el Ochthebius tacapasensis en las lagunas de las Moreras.
- El endemismo del ajo de flor negra o Allium melananthum, principalmente en la marina de Cope, así como en las lomas de Percheles y Parazuelos, asimismo es frecuente en el litoral de Mazarrón y Calnegre el lirio de mar o Pancratium maritimum en complejos dunares.
- Adelfas, juncos, tarays y carrizos en ramblas, de manera especial en la desembocadura de la rambla de Pastrana y Villalba, así como bosquetes de tarajal en las lagunas de las Moreras, también común son las adelfas en los barrancos de algunas calas, buen ejemplo es la cala Honda en Calnegre, asimismo destacan los bosques de taray blanco y praderas sumergidas de Ruppia maritima en ramblas.
- Especies marinas:
- Praderas de Posidonia oceanica así como extensiones de césped de Cymodocea nodosa y Zostera noltii. La pradera de Posidonia oceánica destaca en el litoral sumergido de la marina de Cope, cala Ciscar en Calnegre y de la playa Cabezo de la Pelea, aunque por las características fisiográficas del litoral, se puede hablar de una misma pradera de posidonia oceánica comprendida entre el cabo de Cope y la punta de Cueva de Lobos, asimismo destaca las extensiones de Cymodocea nodosa, en el litoral sumergido de cala Amarilla en la sierra de las Moreras, la playa de Percheles, Punta de Calnegre, cala de La Galera y en la Ensenada de la Fuente en la Marina de Cope, la Zostera noltii está presente en los fondos sumergidos de cala Galera en la Marina de Cope.

Otras especies vegetales amenazadas, y existentes en el ámbito marino de la bahía de Mazarrón, son las algas Cystoseira spinosa presente principalmente en cabo Cope, cala Blanca y Calnegre, así como la Cystoseira amentacea, la Cystoseira mediterránea o la Laminaria rodriguezii.
- De las especies amenazadas del medio marino, destaca la esponja Axinella polypoides, los moluscos Dendropoma petraeum, Larida larida, Erosaria spurca, Pinna nobilis y Lithophaga lithophaga, así como los equimodermos Ophidiaster ophidianus y Centrostephanus longispinus. Del conjunto de peces amenazados en esta área, destaca el Hippocampus hippocampus y el Hippocampus ramulosus en el entorno del cabo Cope. Otras especies vulnerables son el Astroides calycularis.
- Asimismo, este dominio marino tiene importancia para especies de interés pesquero como la merluza, la gamba roja, sardina, boquerón y salmonete.
- Cetáceos como el delfín mular, el delfín común y el listado, el cachalote, calderón común, calderón gris y el rorcual común, así como la presencia de tortuga boba Propuesta de plan de conservación para la tortuga boba MMA (enlace roto disponible en Internet Archive; véase el historial, la primera versión y la última).. Conservación de cetáceos y tortugas en Murcia y Andalucía. Proyecto Life MMA

La superficie en el conjunto formado por el cabo y la Marina de Cope, lomo de Bas y Calnegre, rambla de Ramonete, Pastrana, Pinilla y Villalba, así como las lomas de Percheles, Parazuelos, Ceperos, loma negra y la Pinilla, junto con la sierra de las Moreras, lagunas de las Moreras y las gredas de Bolnuevo llega a unas 8000 hectáreas terrestres aproximadamente, que junto con una protección marina de 7000-8000 hectáreas alcanzan una superficie mínima de 15000 hectáreas. Asimismo hay que añadir el área de influencia formado principalmente por el LIC de la sierra de Almenara de 19000 hectáreas, que junto con el área de influencia de la sierra de las Herrerías y la sierra de las Moreras el espacio natural alcanza casi las 40000 hectáreas.
El espacio natural queda limitado por el centro turístico de Puerto de Mazarrón al norte y la urbanización de Calabardina al sur, con pedanías hacia el interior como Cañada de Gallego y Los Curas.
En cuanto a la susceptibilidad de transformación urbanística o presencia de suelo urbanizado existen tres elementos a tener en cuenta: el proyecto de la macrourbanización de la Marina de Cope;el mayor puerto deportivo de la Región de Murcia con 900 amarres en la actual playa virgen de Covaticasy un puerto deportivo y complejos hoteleros y residenciales en Puntas de Calnegre.[cita requerida]

## Agresiones al espacio natural
Desarrollo urbanístico.

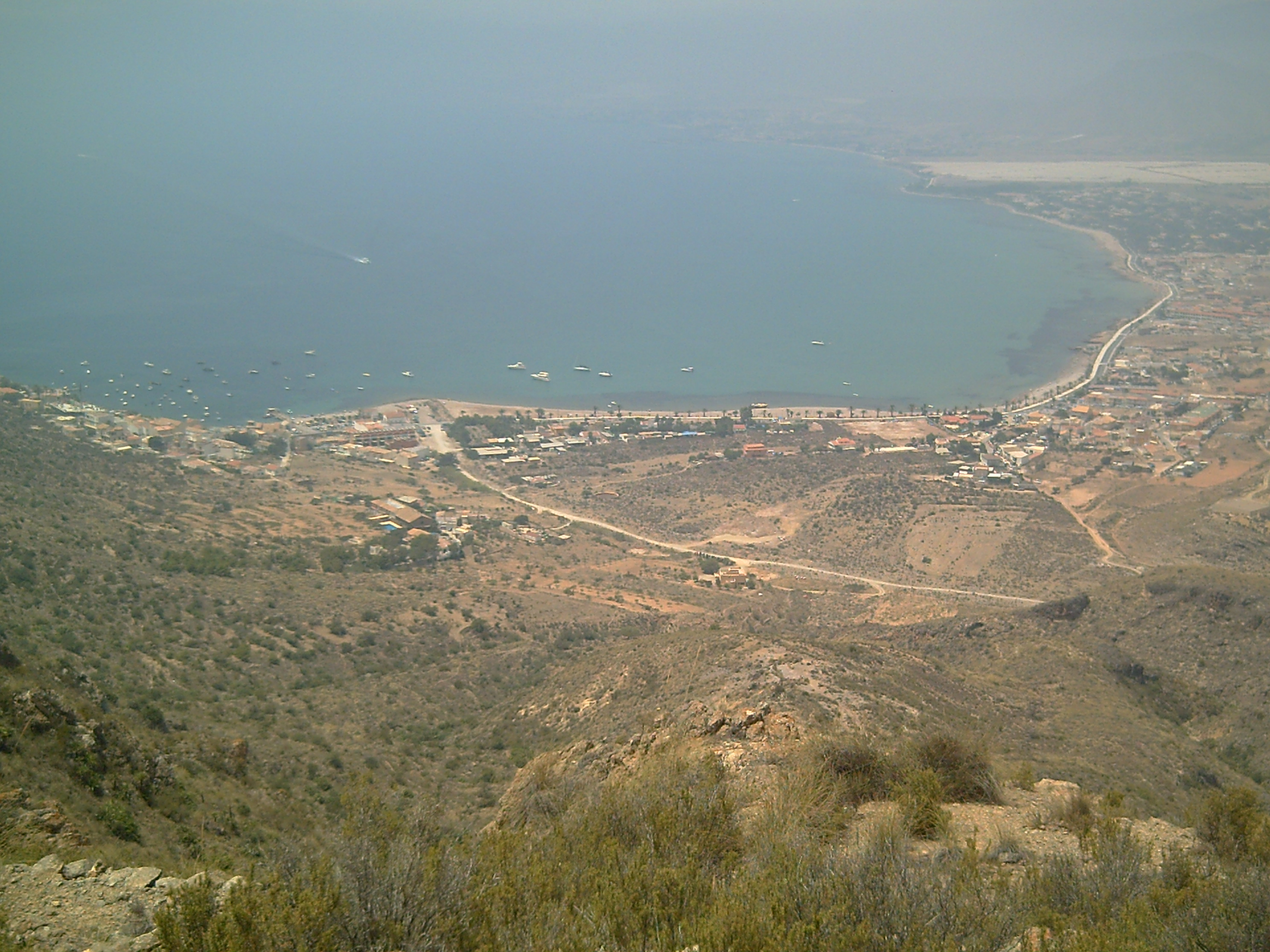
Panorámica.

El centro turístico más importante de toda la bahía es el Puerto de Mazarrón, en los últimos años la actividad urbanística ha sido muy importante construyendo nuevas urbanizaciones en torno a este centro turístico, sobre todo en Alamillo, El Mojón e isla Plana, así como en San Ginés; a diferencia de La Azohía, donde su desarrollo ha sido más sostenible, de esta pedanía destaca, dentro de su patrimonio arquitectónico, la torre de Santa Elena.
Dentro de las agresiones urbanísticas, la actuación más polémica es el proyecto de una macrourbanización en la Marina de Cope, tildada en medios de comunicación como la mayor urbanización de Europa, la cual ocuparía áreas anteriormente protegidas, con endemismos botánicos y especies de fauna y flora catalogadas como vulnerables o en peligro de extinción.

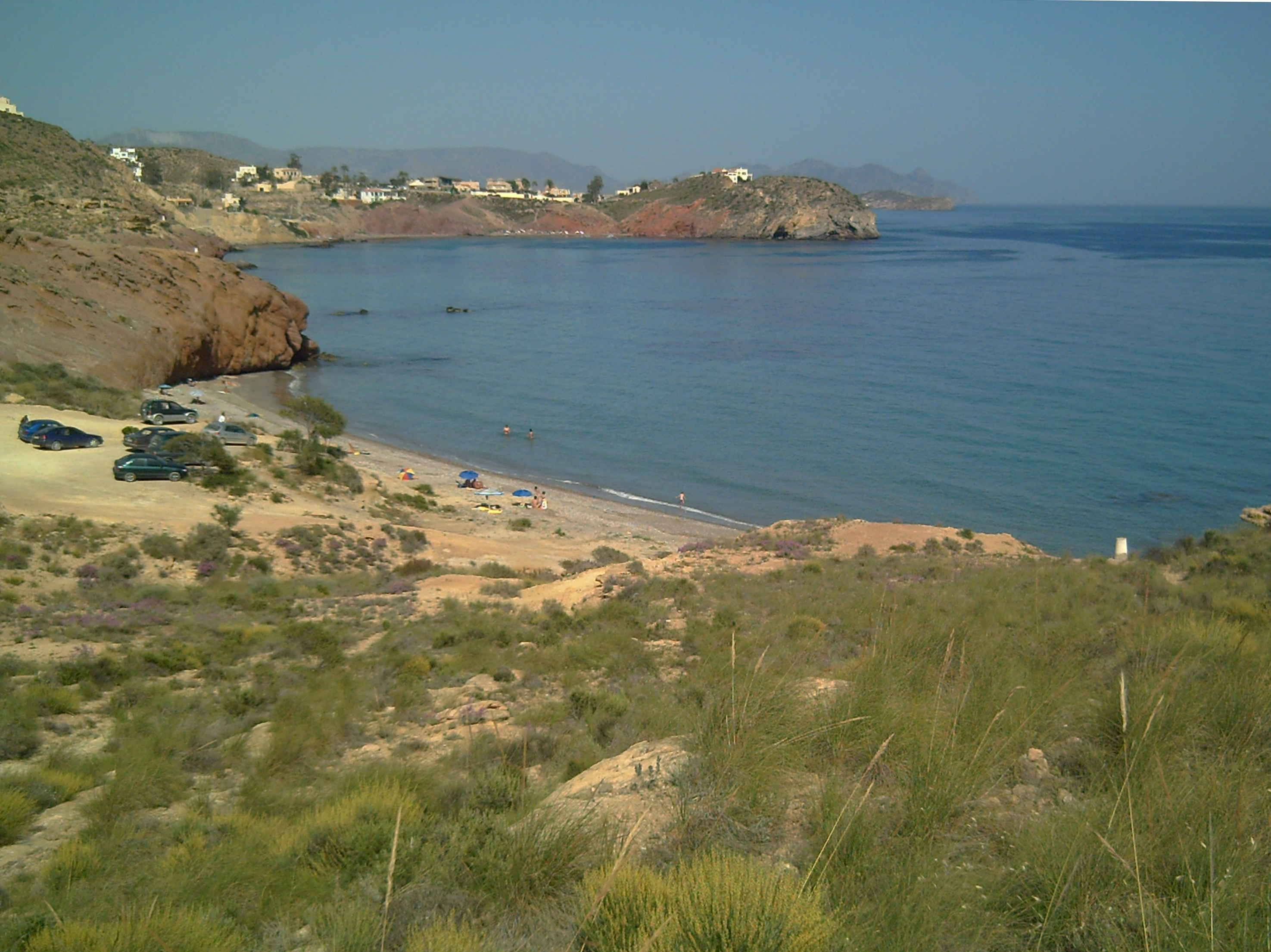
Urbanización Puntabela desde Cala de Cueva de Lobos.

Un caso dramático de la bahía es el caso de Bolnuevo, por una parte se ha protegido, con la figura de monumento natural, las gredas de Bolnuevo, pero por otra se ha dado vía libre a la ampliación urbanística de la urbanización de Puntabela, lo que ha alterado no solo el paisaje protegido de la sierra de Las Moreras, sino el propio monumento natural de Bolnuevo, así como de las calas de Piedra Mala, El Rincón y la bella cala de Cueva de Lobos.
Otra agresión destacable son las edificaciones dispersas pendientes de ser demolidas por la Ley de Costas y que afectan principalmente a toda el área del litoral de la rambla de Ramonete, en especial a Puntas de Calnegre. Estos derribos se aplican sobre la base de los deslindes efectuados por el Ministerio de Medio Ambiente en la Región de Murcia.
Actualmente, la agresión más importante es el proyecto urbanístico en el término municipal de Lorca, afectando a una importante zona de este espacio que rompe de forma irreversible la unidad natural de este espacio al sur de la bahía de Mazarrón, este proyecto urbanístico afectaría a la pedanía de Ramonete y de forma directa a la rambla de Ramonete, ya de forma indirecta al entorno natural de Calnegre y al entorno natural de la playa de Percheles, devaluando estas dos zonas de gran valor turístico.
Explotación agrícola.
La actividad agrícola es intensiva a base de invernaderos, principalmente en la Marina de Cope, la rambla de Ramonete y los Llanos de Ifre, abarcando las ramblas de Villalba, Pastrana y Pinilla. En este contexto, destacan las roturaciones agrícolas efectuadas en la Marina de Cope y en el entorno de la rambla de Villalba, dañando significativamente la playa del Cabezo de la Pelea. Estos movimientos de tierra no solo empobrecen el paisaje, sino que además arrasan con comunidades de flora y fauna, de gran valor ecológico y asociadas a Lugares de Importancia Comunitaria o LIC.
Asimismo, debido a este desarrollo agrario se producen evacuaciones residuales en estos litorales, afectando principalmente a la playa del Cabezo de la Pelea y playa de Covaticas, la playa de Parazuelos y Puntas de Calnegre, así como a playa Larga y playa de los Abejorros en la Marina de Cope.
Instalaciones.

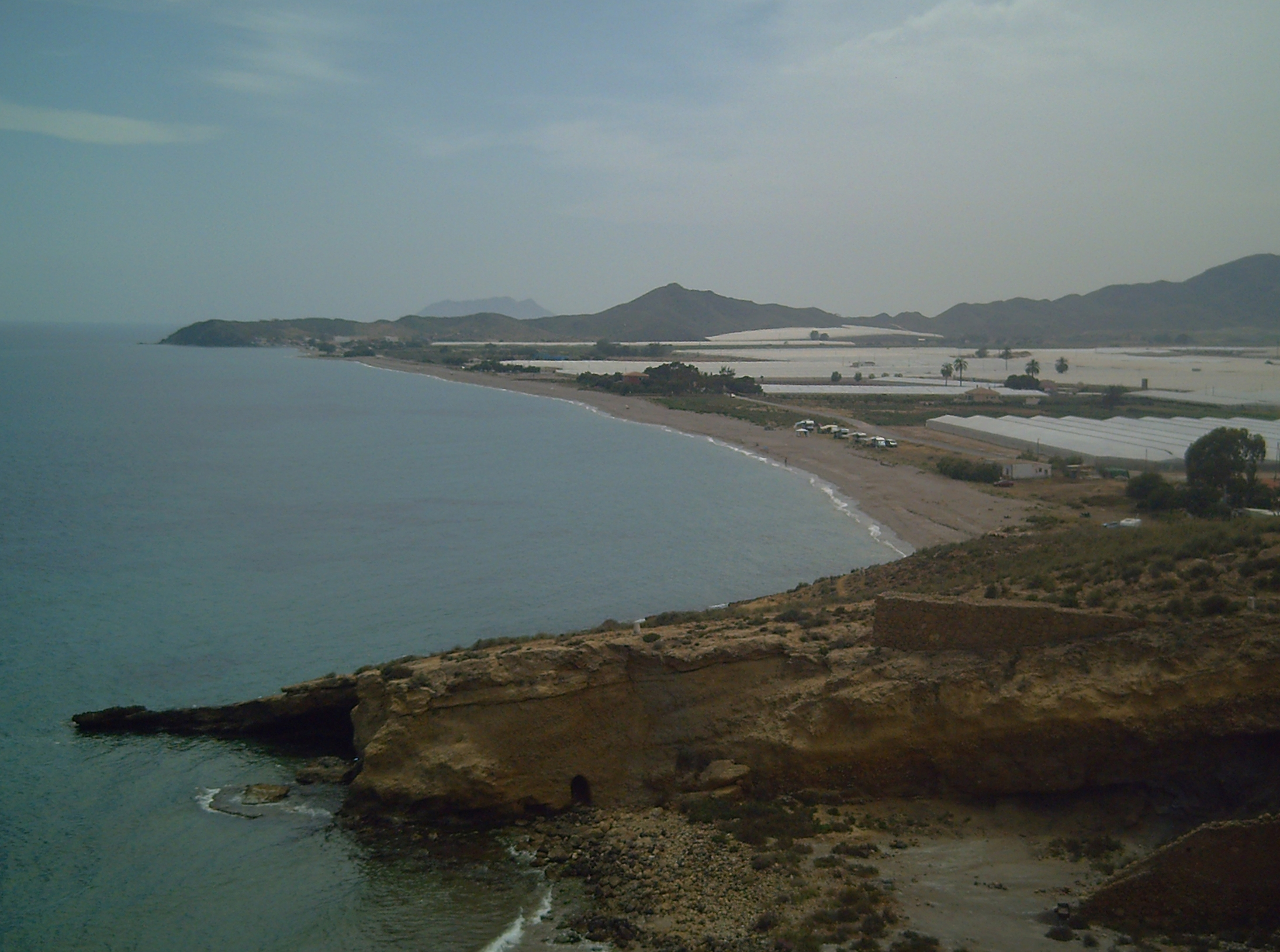
Invernaderos en las playas de Puntas de Calnegre y Parazuelos.

Otra de las agresiones a este espacio natural es el tendido eléctrico, son muertes provocadas por colisión o bien por electrocución, especialmente afecta a especies de aves como el azor, el búho real y el halcón peregrino, debido a la cercanía de sus zonas de nidificación, asimismo otras aves también se ven afectadas, como el águila calzada, el águila culebrera, el buitre leonado, la cigüeña blanca y el milano negro.